# Lijst van rijksmonumenten in Appingedam (plaats)
De plaats Appingedam telt 76 inschrijvingen in het rijksmonumentenregister, hieronder een overzicht. 
| Object | Oorspronkelijke functie?  | Bouwjaar | Architect                                                   | Locatie                         | Coördinaten?                  | Nr.?   | Afbeelding                                                                               |
| --- | ------------------------- | --- | ----------------------------------------------------------- | ------------------------------- | ----------------------------- | ------ | ---------------------------------------------------------------------------------------- |
| Filadelfia | Woonhuis                  | ca. 1800 |                                                             | Broerstraat 2-4                 | 53° 19' 20" NB, 6° 51' 22" OL | 8207   | Meer afbeeldingen                                                                        |
| Voormalige synagoge (vanaf 2015: Synagoge)                                                                                 | synagoge                  | 1801 |                                                             | Broerstraat 6                   | 53° 19' 20" NB, 6° 51' 22" OL | 8208   | Meer afbeeldingen                                                                        |
| Kalkoven | Industrie                 | 2e helft 19e eeuw |                                                             | Dijkhuizenweg 28                | 53° 19' 12" NB, 6° 50' 58" OL | 8209   | Meer afbeeldingen                                                                        |
| Links onderkelderd pand onder dwars zadeldak met rechts een lage verdieping                                                | Werk-woonhuis             | 13e eeuw (kern) |                                                             | Dijkstraat 30                   | 53° 19' 14" NB, 6° 51' 27" OL | 8210   | Meer afbeeldingen                                                                        |
| Pand met verdieping en lage tweede verdieping onder diep zadeldak met achterhuis en tuinhuisje                             | Werk-woonhuis             | 14de of 15de eeuw (kern) 18e eeuw (achterhuis) |                                                             | Dijkstraat 32                   | 53° 19' 14" NB, 6° 51' 28" OL | 8211   | Meer afbeeldingen                                                                        |
| Hoekpand onder dwars zadeldak tegen topgevel met moeten van smalle Groninger vensters                                      | Werk-woonhuis             | |                                                             | Dijkstraat 34                   | 53° 19' 14" NB, 6° 51' 28" OL | 8212   | Meer afbeeldingen                                                                        |
| Vijf traveeën breed groot pand onder hoog schilddak met hoekschoorstenen en forse kroonlijst                               | Dienstwoning              | 1750-1800 |                                                             | Gouden Pand 1                   | 53° 19' 16" NB, 6° 51' 22" OL | 8214   | Meer afbeeldingen                                                                        |
| Pand onder dwars zadeldak met smalle gesneden consoles aan de gootlijst                                                    | Woonhuis                  | mog. middeleeuws (kern) |                                                             | Gouden Pand 5                   | 53° 19' 16" NB, 6° 51' 23" OL | 8215   | Meer afbeeldingen                                                                        |
| Pand met curieuze pui onder dwars zadeldak met smalle gesneden consoles aan de gootlijst                                   | Werk-woonhuis             | mog. middeleeuws (kern) 19e eeuw (pui) |                                                             | Gouden Pand 7                   | 53° 19' 17" NB, 6° 51' 22" OL | 8216   | Meer afbeeldingen                                                                        |
| Onderkelderd hoekpand onder laag zadeldak met voorschild met dakkapel en schoorsteen                                       | Werk-woonhuis             | mog. middeleeuws (kern) 17e eeuw (kap) |                                                             | Gouden Pand 4                   | 53° 19' 16" NB, 6° 51' 23" OL | 8217   | Meer afbeeldingen                                                                        |
| Onderkelderd pand met blokvormig gepleisterde voorgevel met winkelpui onder schilddak met topschoorsteen                   | Werk-woonhuis             | 1600-1650 19e eeuw (voorgevel) |                                                             | Gouden Pand 6a                  | 53° 19' 16" NB, 6° 51' 24" OL | 8218   | Meer afbeeldingen                                                                        |
| Onderkelderd pand met verdieping en zware kroonlijst onder zadeldak met voorschild                                         | Woonhuis                  | 1750-1800 |                                                             | Gouden Pand 10                  | 53° 19' 17" NB, 6° 51' 23" OL | 8219   | Meer afbeeldingen                                                                        |
| Witgepleisterd pand onder schilddak met verdieping en zware kroonlijst aan de voorzijde                                    | Woonhuis                  | 1600-1650 18e/19e eeuw (vensters) |                                                             | Gouden Pand 12                  | 53° 19' 18" NB, 6° 51' 23" OL | 8220   | Meer afbeeldingen                                                                        |
| Onderkelderd pand met verdieping en gepleisterde voorgevel onder schilddak                                                 | Woonhuis                  | 1600-1650 19e eeuw (voorgevel) |                                                             | Gouden Pand 16                  | 53° 19' 18" NB, 6° 51' 23" OL | 8221   | Meer afbeeldingen                                                                        |
| Onderkelderd pand met verdieping en gepleisterde voorgevel onder schilddak                                                 | Woonhuis                  | 1631 19e eeuw (voorgevel) |                                                             | Gouden Pand 18                  | 53° 19' 18" NB, 6° 51' 23" OL | 8222   | Meer afbeeldingen                                                                        |
| Olinger Koloniemolen | Industrie- en poldermolen | 1900 | J. Wiertsema                                                | bij De Groeve Westzijde 26      | 53° 17' 47" NB, 6° 50' 41" OL | 8223   | Meer afbeeldingen                                                                        |
| Dwarshuisboerderij onder zadeldak haaks op dat van de schuur                                                               | Boerderij                 | |                                                             | Jan Bronsweg 4                  | 53° 19' 28" NB, 6° 52' 5" OL  | 8224   | Dwarshuisboerderij onder zadeldak haaks op dat van de schuur                             |
| Pand met verdieping en forse rechte kroonlijst onder zadeldak                                                              | Handel en kantoor         | ca. 1880 |                                                             | Solwerderstraat 1               | 53° 19' 17" NB, 6° 51' 24" OL | 8225   | Meer afbeeldingen                                                                        |
| Pand met verdieping en lage zolderverdieping ingebouwd in de kap                                                           | Werk-woonhuis             | mog. middeleeuws (kern) |                                                             | Solwerderstraat 3               | 53° 19' 16" NB, 6° 51' 25" OL | 8226   | Meer afbeeldingen                                                                        |
| Eenvoudig pand met verdieping onder zadeldak met voorschild                                                                | Woonhuis                  | 1920 |                                                             | Solwerderstraat 7               | 53° 19' 17" NB, 6° 51' 25" OL | 8227   | Meer afbeeldingen                                                                        |
| Vijf traveeën breed pand waarvan de linkerhelft hoger onderkelderd is dan de rechterhelft                                  | Woonhuis                  | 1763 |                                                             | Solwerderstraat 29              | 53° 19' 17" NB, 6° 51' 29" OL | 8228   | Meer afbeeldingen                                                                        |
| Iets terugliggend pand onder zadeldak tegen topgevel                                                                       | Woonhuis                  | 1674 |                                                             | Solwerderstraat 31              | 53° 19' 17" NB, 6° 51' 30" OL | 8229   | Meer afbeeldingen                                                                        |
| Onderkelderd pand met verdieping en forse kroonlijst onder zadeldak met voorschild                                         | Woonhuis                  | mog. middeleeuws (kern) |                                                             | Solwerderstraat 33              | 53° 19' 17" NB, 6° 51' 30" OL | 8230   | Meer afbeeldingen                                                                        |
| Onderkelderd pand met twee bouwlagen onder schilddak tegen rechte lijstgevel aan voorzijde                                 | Werk-woonhuis             | 18e eeuw 19e eeuw (voorgevel) |                                                             | Solwerderstraat 39              | 53° 19' 17" NB, 6° 51' 31" OL | 8231   | Meer afbeeldingen                                                                        |
| Pand met verdieping en gootlijst met gesneden consoles onder zadeldak met voorschild en topschoorsteen                     | Dienstwoning              | |                                                             | Solwerderstraat 47              | 53° 19' 18" NB, 6° 51' 32" OL | 8232   | Meer afbeeldingen                                                                        |
| Pand onder zadeldak hoeks op straat (zie foto) met houten overbouwde keuken aan de waterzijde                              | Woonhuis                  | 1600-1650 |                                                             | Solwerderstraat 4               | 53° 19' 16" NB, 6° 51' 24" OL | 8233   | Meer afbeeldingen                                                                        |
| Vrijstaand pand onder hoog zadeldak tussen topgevels met achter een kelderverdieping en een houten uitbouw boven het water | Werk-woonhuis             | late middeleeuwen (kern) 1980-'83 (rest.) |                                                             | Solwerderstraat 10              | 53° 19' 16" NB, 6° 51' 25" OL | 8234   | Meer afbeeldingen                                                                        |
| Huis onder dwars zadeldak met achter een kelderverdieping en een houten uitbouw boven het water                            | Woonhuis                  | late middeleeuwen (kern) 1980-'83 (rest.) |                                                             | Solwerderstraat 12              | 53° 19' 16" NB, 6° 51' 25" OL | 8235   | Meer afbeeldingen                                                                        |
| Huis onder dwars zadeldak met achter een kelderverdieping en een houten uitbouw boven het water                            | Woonhuis                  | late middeleeuwen (kern) 1880 (gevel) 1980-'83 (rest.) |                                                             | Solwerderstraat 14              | 53° 19' 16" NB, 6° 51' 26" OL | 8236   | Meer afbeeldingen                                                                        |
| Hoekpand met verdieping onder voor en achter afgeschuind zadeldak                                                          | Dienstwoning              | |                                                             | Solwerderstraat 16              | 53° 19' 16" NB, 6° 51' 26" OL | 8237   | Meer afbeeldingen                                                                        |
| Pand onder zadeldak tussen topgevels aan straat- en waterzijde                                                             | Werk-woonhuis             | 17e eeuw (voorgevel) 1786 (achtergevel) 1938 (rest.) 1974 (pui) |                                                             | Solwerderstraat 18              | 53° 19' 16" NB, 6° 51' 27" OL | 8238   | Meer afbeeldingen                                                                        |
| Pand onder zadeldak tegen topgevel aan de straatzijde                                                                      | Bedrijfs-,fabriekswoning  | |                                                             | Solwerderstraat 22              | 53° 19' 16" NB, 6° 51' 28" OL | 8239   | Meer afbeeldingen                                                                        |
| Onderkelderd haakvormig gebouw onder met pannen belegd haakvormig afgeknot schilddak                                       | Werk-woonhuis             | eind 18e/begin 19e eeuw 1850-1900 (voorgevel) begin 20e eeuw (achtergevel) |                                                             | Solwerderstraat 32              | 53° 19' 16" NB, 6° 51' 32" OL | 8240   | Meer afbeeldingen                                                                        |
| Pandje met houten winkelpui onder schilddak tegen kwarthol gezwenkte lijstgevel aan voorzijde met topschoorsteen           | Werk-woonhuis             | midden 19e eeuw (in aanleg verm. ouder) late 19e eeuw (pui) |                                                             | Solwerderstraat 34              | 53° 19' 16" NB, 6° 51' 32" OL | 8241   | Meer afbeeldingen                                                                        |
| Verdiepingloos pandje met lijstgevels onder pannengedekt schilddak                                                         | Woonhuis                  | verm. 18e eeuw 19e eeuw (gevels) |                                                             | Solwerderstraat 36              | 53° 19' 17" NB, 6° 51' 33" OL | 8242   | Meer afbeeldingen                                                                        |
| Pand onder voor afgeschuind zadeldak met in de geveltop een groot sieranker                                                | Woonhuis                  | 1611 |                                                             | Solwerderstraat 62              | 53° 19' 18" NB, 6° 51' 38" OL | 8243   | Meer afbeeldingen                                                                        |
| Pand met gepleisterde lijstgevel onder met pannen gedekt schilddak met topschoorstenen                                     | Werk-woonhuis             | 1600-1650 |                                                             | Solwerderstraat 66              | 53° 19' 18" NB, 6° 51' 38" OL | 8244   | Meer afbeeldingen                                                                        |
| Voorm. gemeentesecretarie                                                                                                  | Bestuursgebouw en onderdl | 1845 |                                                             | Wijkstraat 1                    | 53° 19' 13" NB, 6° 51' 22" OL | 8245   | Meer afbeeldingen                                                                        |
| Vijf traveeën breed pand met gootlijst met gesneden console onder schilddak met hoekschoorstenen                           | Woonhuis                  | 19e eeuw (theekoepel in tuin) |                                                             | Wijkstraat 25                   | 53° 19' 14" NB, 6° 51' 28" OL | 8246   | Meer afbeeldingen                                                                        |
| Nicolaïkerk | Kerk en kerkonderdeel     | begin 13e eeuw midden 13e eeuw (koor, dwarsschip) begin 14e eeuw (verlenging koor) 1450-1475 (noord- en zuidbeuk, noordkapel) begin 16e eeuw (zuidkapel) 1594 en 1686 (herstel) 1948-'54 (rest.) | A.R. Wittop Koning, R. Offringa en G. Bosma (1948-'54)      | Wijkstraat 32                   | 53° 19' 11" NB, 6° 51' 28" OL | 8247   | Meer afbeeldingen                                                                        |
| Nicolaïkerk, vrijstaande klokkentoren                                                                                      | Bestuursgebouw en onderdl | 1834-'35 | verm. J.H. van Calker                                       | Wijkstraat 34                   | 53° 19' 12" NB, 6° 51' 27" OL | 8248   | Meer afbeeldingen                                                                        |
| Raadhuis van Appingedam | Overheidsgebouw           | 1638 1825 (verb.) 1911 en 1983 (rest.) | A. Mulder (1911)                                            | Wijkstraat 36                   | 53° 19' 12" NB, 6° 51' 27" OL | 8249   | Meer afbeeldingen                                                                        |
| Voorm. rechtbank | Gerechtsgebouw            | 1844 1985 (rest.) | I. Warnsinck                                                | Wijkstraat 38                   | 53° 19' 11" NB, 6° 51' 30" OL | 8250   | Meer afbeeldingen                                                                        |
| Vrouwebrug en Smallebrug                                                                                                   | Aanlegvoorziening         | |                                                             | bij Solwerderstraat 14          | 53° 19' 15" NB, 6° 51' 26" OL | 8251   | Meer afbeeldingen                                                                        |
| Wierde | Archeologisch monument    | begin jaartelling |                                                             | De Wierde                       | 53° 19' 26" NB, 6° 51' 15" OL | 45142  | Upload foto                                                                              |
| Wierde | Archeologisch monument    | verm. middeleeuws |                                                             | aan het einde van de Olingerweg | 53° 18' 56" NB, 6° 50' 4" OL  | 45144  | Upload foto                                                                              |
| Wierde | Archeologisch monument    | verm. middeleeuws |                                                             | Meedenlaan t.h.v. Lange Sissen  | 53° 18' 51" NB, 6° 50' 37" OL | 45145  | Upload foto                                                                              |
| Wierde | Archeologisch monument    | verm. middeleeuws |                                                             | Meedenlaan t.h.v. Godekepad     | 53° 18' 46" NB, 6° 50' 34" OL | 45146  | Upload foto                                                                              |
| Wierde | Archeologisch monument    | begin jaartelling |                                                             | bij Konrebbersweg               | 53° 18' 37" NB, 6° 51' 38" OL | 45147  | Upload foto                                                                              |
| Wierde | Archeologisch monument    | begin jaartelling |                                                             | bij Noorder Westendorpstraat    | 53° 19' 9" NB, 6° 52' 28" OL  | 45148  | Upload foto                                                                              |
| Wierde | Archeologisch monument    | begin jaartelling |                                                             | aan het einde van de Olingerweg | 53° 18' 45" NB, 6° 50' 10" OL | 45143  | Upload foto                                                                              |
| Wierde | Archeologisch monument    | begin jaartelling-middeleeuwen |                                                             | aan het einde van de Olingerweg | 53° 18' 54" NB, 6° 50' 7" OL  | 45155  | Upload foto                                                                              |
| Verhoogde woonplaats | Archeologisch monument    | begin jaartelling-middeleeuwen |                                                             | aan het einde van de Olingerweg | 53° 18' 53" NB, 6° 49' 54" OL | 45156  | Upload foto                                                                              |
| Hilghe-Stede | Woonhuis                  | 1900 |                                                             | Heiliggravenweg 2               | 53° 19' 25" NB, 6° 52' 2" OL  | 509400 | Upload foto                                                                              |
| Hilghe-Stede, tuin in Engelse landschapsstijl                                                                              | Tuin, park en plantsoen   | ca. 1900 |                                                             | bij Heiliggravenweg 2           | 53° 19' 24" NB, 6° 52' 1" OL  | 509401 | Upload foto                                                                              |
| Openbare bibliotheek | Welzijn, kunst en cultuur | 1911 1927 (uitbr.) 1968 (uitbr.) 1983 (uitbr.) | M.G. Eelkema E. Rozema (1927) Delken en Rozema (1968, 1983) | Koningstraat 51                 | 53° 19' 22" NB, 6° 51' 26" OL | 509402 | Meer afbeeldingen                                                                        |
| Dubbel woonhuis in Amsterdamse School-stijl                                                                                | Woonhuis                  | 1932 | J. Hoogbruin                                                | Wilhelminaweg 22-24             | 53° 19' 31" NB, 6° 51' 46" OL | 509403 | Dubbel woonhuis in Amsterdamse School-stijl                                              |
| Dwarshuisboerderij met aangebouwde bijschuur                                                                               | Boerderij                 | ca. 1850 (bijschuur) 1862 (voorhuis) 1890 (hoofdschuur) |                                                             | Westersingel 104                | 53° 19' 13" NB, 6° 50' 11" OL | 509404 | Upload foto                                                                              |
| Cornelis Alberts Gasthuis                                                                                                  | Sociale zorg, liefdadigh. | 1702 (stichting) 1879 (verb.) 1979 (rest.) |                                                             | Corn. Albertsstraat 1           | 53° 19' 18" NB, 6° 51' 19" OL | 509405 | Meer afbeeldingen                                                                        |
| Breedebrug | Brug                      | ca. 1928 |                                                             | bij Sint Annastraat 7           | 53° 19' 17" NB, 6° 51' 36" OL | 509406 | Meer afbeeldingen                                                                        |
| Gereformeerde kerk | Kerk en kerkonderdeel     | 1928 (fundering 1868) 1977 (uitbr.) | E. Reitsma                                                  | Dijkstraat 73                   | 53° 19' 16" NB, 6° 51' 37" OL | 509407 | Meer afbeeldingen                                                                        |
| Woonhuis in verstrakte Amsterdamse School-stijl                                                                            | Woonhuis                  | 1939 | waarsch. H. Olsmeijer                                       | Snelgersmastraat 6              | 53° 19' 13" NB, 6° 51' 15" OL | 509408 | Upload foto                                                                              |
| Banketbakkerij met Amsterdamse School-invloeden                                                                            | Werk-woonhuis             | 1921 |                                                             | Solwerderstraat 48              | 53° 19' 18" NB, 6° 51' 36" OL | 509410 | Meer afbeeldingen                                                                        |
| Aanplakzuil | Straatmeubilair           | 1930-1940 | n.v.t.                                                      | aan het Kattendiep              | 53° 19' 19" NB, 6° 51' 29" OL | 509411 | Aanplakzuil                                                                              |
| Voorm. brandweergarage met inpandige dienstwoning                                                                          | Overheidsgebouw           | 1925 |                                                             | Solwerderweg 2                  | 53° 19' 21" NB, 6° 51' 50" OL | 509412 | Voorm. brandweergarage met inpandige dienstwoning                                        |
| Ekenstein: landhuis | Kasteel, buitenplaats     | 17e-19e eeuw |                                                             | Alberdaweg 70                   | 53° 19' 3" NB, 6° 48' 24" OL  | 515515 | Meer afbeeldingen                                                                        |
| Ekenstein: parkaanleg | Tuin, park en plantsoen   | 19e eeuw |                                                             | Alberdaweg bij 70               | 53° 19' 3" NB, 6° 48' 25" OL  | 515516 | Meer afbeeldingen                                                                        |
| Ekenstein: schathuis met dienstwoning                                                                                      | Bijgebouwen kastelen enz. | derde kwart 19e eeuw |                                                             | Alberdaweg bij 68               | 53° 19' 4" NB, 6° 48' 28" OL  | 515517 | Meer afbeeldingen                                                                        |
| Ekenstein: veeschuur | Bijgebouwen kastelen enz. | laatste kwart 19e eeuw |                                                             | Alberdaweg bij 70               | 53° 19' 3" NB, 6° 48' 25" OL  | 515518 | Upload foto                                                                              |
| Tuinkoepel | Woonhuis                  | 1860-1890 |                                                             | Koningstraat 30I                | 53° 19' 22" NB, 6° 51' 30" OL | 525490 | Meer afbeeldingen                                                                        |
| Molencomplex De Eendragt: molenaarswoning, achterhuis, aangebouwde schuur en oliekelders                                   | Industrie- en poldermolen | 1802 |                                                             | Stadsweg 2                      | 53° 19' 11" NB, 6° 50' 6" OL  | 527691 | Molencomplex De Eendragt: molenaarswoning, achterhuis, aangebouwde schuur en oliekelders |
| Molencomplex De Eendragt: molenschuur                                                                                      | Industrie- en poldermolen | |                                                             | Stadsweg bij 8                  | 53° 19' 11" NB, 6° 50' 4" OL  | 527693 | Molencomplex De Eendragt: molenschuur                                                    |
| Molencomplex De Eendragt: schoorsteen                                                                                      | Industrie- en poldermolen | |                                                             | Stadsweg bij 4                  | 53° 19' 11" NB, 6° 50' 5" OL  | 527694 | Molencomplex De Eendragt: schoorsteen                                                    |
| Molencomplex De Eendragt: machinekamer                                                                                     | Industrie- en poldermolen | |                                                             | Stadsweg bij 6                  | 53° 19' 11" NB, 6° 50' 5" OL  | 527695 | Molencomplex De Eendragt: machinekamer                                                   |
| Leilinden | Boerderij                 | |                                                             | Stadsweg bij 2                  | 53° 19' 11" NB, 6° 50' 6" OL  | 529104 | Meer afbeeldingen                                                                        |
| Molukse kerk | Kerk en kerkonderdeel     | 20e eeuw | Jan Martini                                                 | Harkenrothstraat 2              | 53° 18' 57" NB, 6° 41' 15" OL | 532050 | Meer afbeeldingen                                                                        |